# Тонка Обретенова
 Тази статия е за българската революционерка.  За селото в Североизточна България вижте Баба Тонка (област Търговище) .  
Тонка Тончева Обретенова (Баба Тонка) е българска националреволюционерка и героиня.

## Биография
Родена е през 1812 г. в село Червен, Русенско. Родителите ѝ са Тончо Поставчията и Минка Тончева. Женена е за известен търговец в Русе Тихо Обретенов (1831). Раждат им се дванадесет деца, от които оцеляват пет момчета и две момичета.
Включва се в организираната националноосвободителна борба. Оказва сериозна организационна, морална и финансова помощ на Русенския частен революционен комитет. Съратник и доверено лице на Васил Левски. Нейният дом е сигурно убежище и организационен център на революционните дейци.
В борбата се включват и нейните деца. Петър Обретенов и Ангел Обретенов са четници в четата на Хаджи Димитър и Стефан Караджа. Никола Обретенов е централна фигура в Русенския частен революционен комитет, участва и в четата на Христо Ботев. Георги Обретенов четник в четата на Стоил войвода в Старозагорското въстание. Петрана Обретенова ушива знамето на Червеноводската въстаническа чета (1875).
| „          | Четирима сина загубих! Двамата са в гроба, а другите полуживи. Но още четирима да имах, пак ще ги накарам да носят българското знаме със златния лъв! | “ |
| Баба Тонка | |   |

Анастасия Обретенова е женена за революционера, писателя и публициста Захарий Стоянов. От неговите „Записки по българските въстания“ черпим информацията за личността и революционното дело на Баба Тонка.
„Трябва да ви кажа,… че Баба Тонка е жена с весел и шеговит характер. Обстоятелствата я научили и на тая проста истина, че ако човек знае и умее, то много може да спечели пред простодушните турци, които не бяха престанали… да уважават пиените и да благоговеят пред лудите, били те от каквато и да е народност. Ако някой строг забитин, който я виждал за пръв път, започвал да я ругае и заплашва, че ще я покачи на въжето, защото проводила четирима… синове в комитета, то тя му казвала, че е намислила да се жени, а на нему, на забитина, ще да му купи жълти ботуши от сватбата. Правителственият човек не можел да разбере що за човек е тая жена, правел сравнение между шестдесятгодишната бабичка и жълтите ботуши и най-после се засмивал…“.

## Памет
На баба Тонка е именуван квартал във Видин.
На баба Тонка е наречена улица в квартал „Васил Левски“ в София (Карта). 
На нейното име е именувано село в община Попово, област Търговище. Математическата гимназия в град Русе носи нейното име, както и залив на антарктическия остров Ливингстън.